# Samsung Galaxy S9
Samsung Galaxy S9 i Samsung Galaxy S9+ pametni su telefoni koje proizvodi južnokorejska tvrtka Samsung Electronics kao dio serije Samsung Galaxy S. Uređaji su najavljeni na konferenciji Mobile World Congress u Barceloni 25. veljače 2018., kao nasljednici pametnih telefona Galaxy S8 i S8+.
Galaxy S9 i S9+ imaju gotovo identične značajke serije S8, s istom veličinom zaslona i omjerom slike. Jedna od vrlo cijenjenih promjena za razlikovanje modela je mjesto senzora otiska prsta. Dok se taj senzor na uređajima iz serije S8 nalazi pored kamere, na uređajima iz serije S9 nalazi se izravno ispod nje. Najznačajnije razlike su, međutim, poboljšanja kamere.
Telefon je dobio općenito povoljne kritike, a kritičari uglavnom primjećuju poboljšanu kameru i bolje pozicionirane skenere otisaka prstiju, dok kritiziraju činjenicu da su prilično slične seriji S8 kao cjelini.